# Coihaique (província)
Província de Coihaique (espanhol: Provincia de Coyhaique) é uma província do Chile pertencente à Região de Aisén (XI Região) e também a província mais populosa da região.  A capital é a cidade de Coihaique.
Limita-se ao norte com a província de Palena; ao sul com a província de General Carrera; a leste com a Argentina; e a oeste com a província de Aisén.

## Comunas pertenecientes à província de Coihaique
A província é constituida por 2 comunas: 
- Lago Verde
- Coihaique

1. ↑  «Região de Aisén - Chile, nosso país». Consultado em 18 de março de 2025